# لايل بيتجر
لايل بيتجر (بالإنجليزية: Lyle Bettger)‏ مواليد 13 فبراير 1915 في فيلادلفيا - الوفاة 24 سبتمبر 2003 في أتاساديرو، الولايات المتحدة، هو ممثل أمريكي بدأ مسيرته الفنية سنة 1950. امتدت مسيرته الفنية لأكثر من 30 عاما. من أعماله ذا ريفلمان، غان سموك، بونانزا (مسلسل) وهاواي فايف أو (مسلسل 1968).

## روابط خارجية
- لايل بيتجر على موقع IMDb (الإنجليزية)
- لايل بيتجر على موقع أول موفي (الإنجليزية)
- لايل بيتجر على موقع قاعدة بيانات برودواي على الإنترنت (الإنجليزية)
- لايل بيتجر على موقع إن إن دي بي (الإنجليزية)
- لايل بيتجر على موقع قاعدة بيانات الفيلم (الإنجليزية)